# Dioon holmgrenii
Dioon holmgrenii De Luca, Sabato & Vázq.Torres, 1981 è una pianta appartenente alla famiglia delle Zamiaceae, endemica del Messico.

## Descrizione
È una specie con portamento arborescente, con fusti alti sino a 6 m.

Le foglie  sono lunghe 130–150 cm e sono composte da 230-260 foglioline lineari-lanceolate, leggermente spinulose, di consistenza coriacea, di colore verde brillante, lunghe 10–12 cm, inserite sul rachide con un angolo di circa 60°.

È una specie dioica, con coni maschili fusiformi, di colore grigio-bruno, lunghi 30–40 cm e 6–8 cm di diametro, e coni femminili ovoidali, lunghi 30–50 cm, con diametro di 20–30 cm.

I semi sono globosi, lunghi 25–30 mm, rivestiti di un tegumento di colore bianco-crema.

## Distribuzione e habitat
L'areale di questa specie è ristretto allo stato di Oaxaca, nel Messico meridionale.
L'habitat tipico è rappresentato da foreste a prevalenza di Pinus e Quercus.

## Conservazione
Per la ristrettezza del suo areale e per l'esistenza di due sole popolazioni note, una sola delle quali discretamente numerosa, la IUCN Red List classifica D. holmgrenii come specie in pericolo di estinzione (Endangered).

La specie è inserita nell'Appendice II della Convention on International Trade of Endangered Species (CITES).